# Abreham Cherkos
Abreham Cherkos Feleke, né le 23 septembre 1989 dans la province de l'Arsi, est un athlète éthiopien spécialiste du 5 000 mètres.

## Carrière
Âgé de quinze ans seulement, Abreham Cherkos remporte la finale du 3 000 mètres des Championnats du monde jeunesse, compétition mettant aux prises les meilleurs athlètes internationaux de moins de dix-huit ans. A Marrakech, il couvre la distance en 8 min 00 s 90 et termine le dernier kilomètre en 2 min 27. Il intègre le circuit professionnel de l'IAAF en 2006, et se distingue lors des Bislett Games d'Oslo en prenant la cinquième place du 5 000 mètres derrière des athlètes expérimentés tels que son compatriote Kenenisa Bekele ou le Kényan Isaac Kiprono Songok. Quelques semaines plus tard, au meeting de Rome, il descend pour la première fois de sa carrière sous les 13 minutes en réalisant 12 min 54 s 19. Le 20 août, Cherkos se classe deuxième du 5 000 mètres des Championnats du monde juniors de Pékin avec le temps de 13 min 35 s 95, derrière son compatriote Tariku Bekele. Il termine troisième de la Finale mondiale d'athlétisme disputée en fin de saison à Stuttgart. 
Sélectionné pour les Championnats du monde 2007 d'Osaka, il se qualifie pour la finale du 5 000 m en compagnie de Tariku Bekele. Il y prend la huitième place finale avec le temps de 13 min 51 s 01. En début de saison 2008, Abreham Cherkos monte sur la troisième marche du podium des Championnats du monde en salle de Valence derrière Tariku Bekele et le Kényan Paul Kipsiele Koech. En juillet, à Bydgoszcz, il devient Champion du monde junior du 5 000 mètres en 13 min 08 s 57, signant du même coup un nouveau record de la compétition. Aux Jeux olympiques de Pékin, l'Éthiopien se classe cinquième de la finale du 5 000 m remportée par Kenenisa Bekele,

## Palmarès
| Année | Compétition                    | Lieu      | Place | Épreuve |
| ----- | ------------------------------ | --------- | ----- | ------- |
| 2005  | Championnats du monde jeunesse | Marrakech | 1er   | 3 000 m |
| 2006  | Championnats du monde juniors  | Pékin     | 2e    | 5 000 m |
| 2006  | Finale mondiale                | Stuttgart | 3e    | 5 000 m |
| 2007  | Championnats du monde          | Osaka     | 8e    | 5 000 m |
| 2008  | Championnats du monde en salle | Valence   | 3e    | 3 000 m |
| 2008  | Championnats du monde juniors  | Bydgoszcz | 1er   | 5 000 m |
| 2008  | Jeux olympiques                | Pékin     | 5e    | 5 000 m |

### Records
- 1 500 m - 3 min 42 s 91 (2005)
- 3 000 m - 7 min 31 s 81 (2009)
- 5 000 m - 12 min 54 s 19 (2006)
- Semi-marathon - 1 h 01 min 42 s (2011)
- Marathon - 2 h 07 min 29 s (2010)